# أبرشية ساريما
أبرشية ساريما ( بالإستونية : Saaremaa vald ) هي بلدية في مقاطعة سار في غرب إستونيا. وتعد أكبر بلدية في إستونيا حسب مساحة الأرض. المركز الإداري للبلدية هو بلدة كوريسار. وهي واحدة من ثلاث أبرشيات وتضم المقاطعة إلى جانب أبرشية ساريما كلاً من أبرشية مهيو وأبرشية رخينو. وقد تشكلت بعد الإصلاح البلدي الإستوني عام 2017 بتاريخ 21 أكتوبر.   

الجدول الزمني لبلديات ساريما
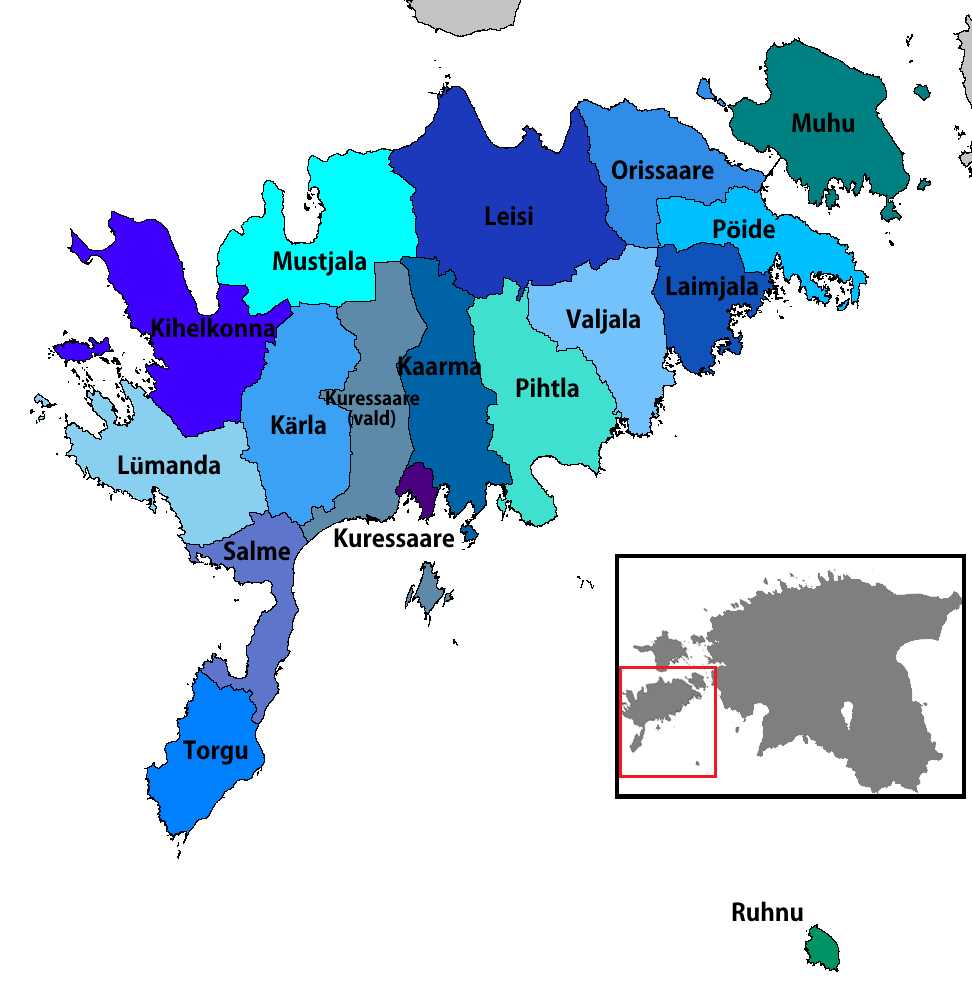
1992-1999
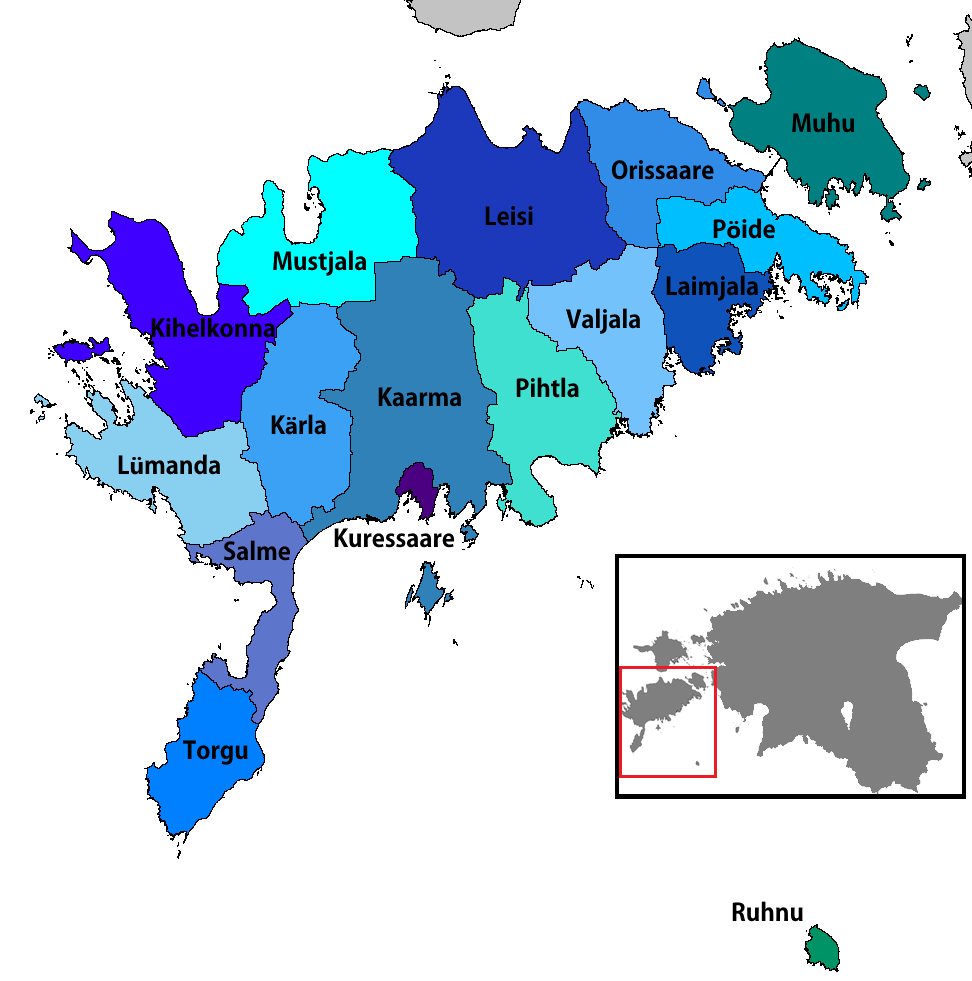
1999-2014
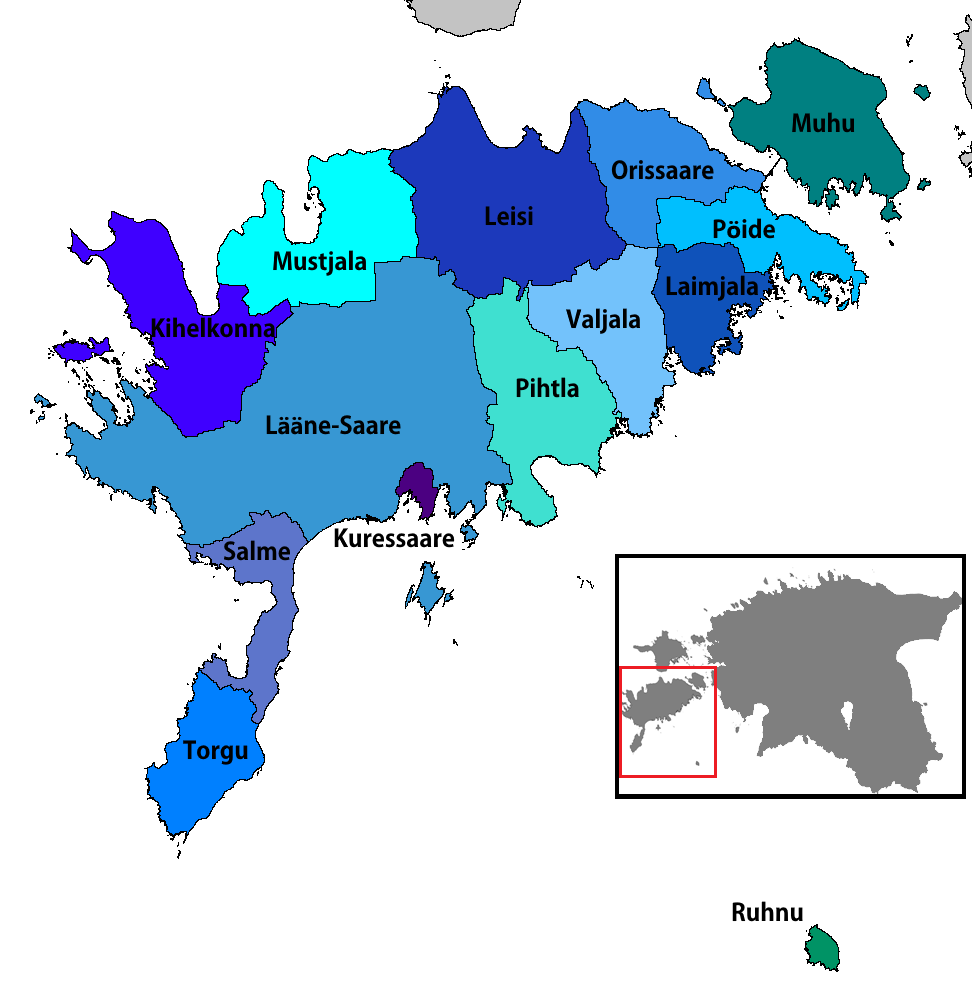
2014-2017
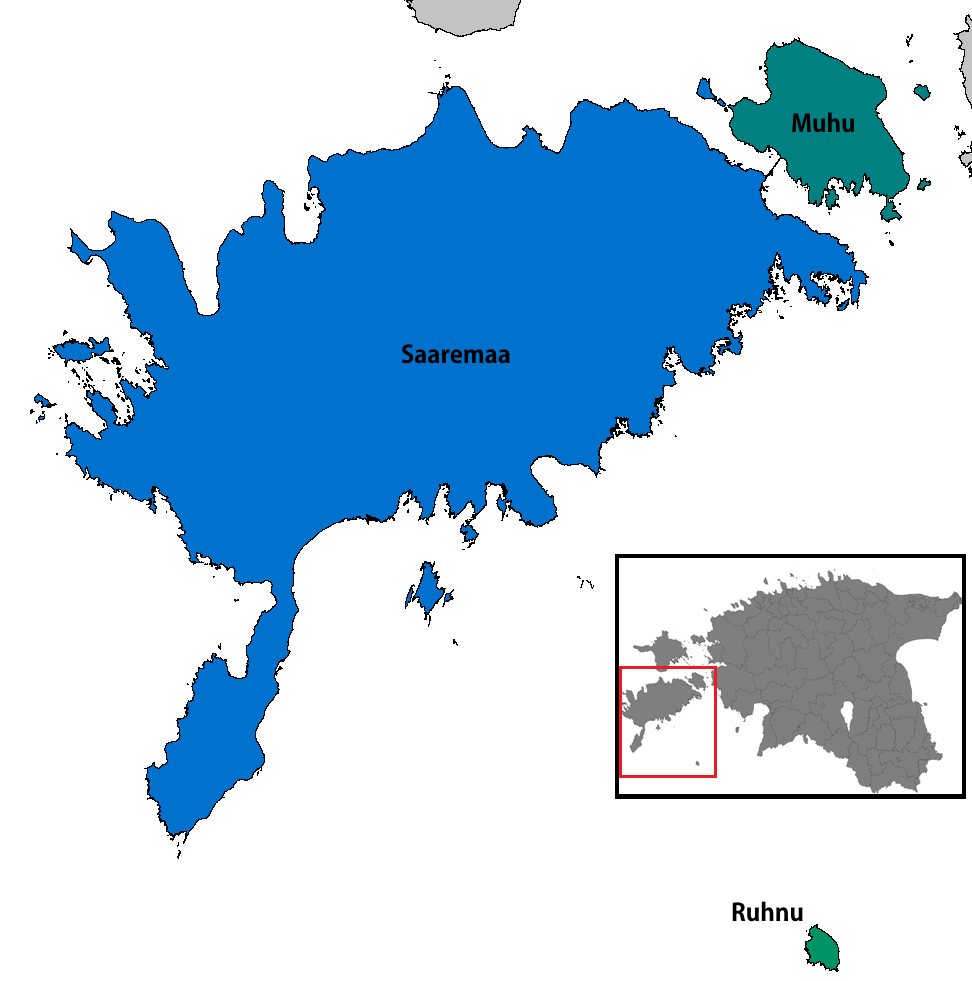
2017 -...